# Info Star
Info Star – środowiskowy konkurs powstały w 1993 roku z inicjatywy Centrum Promocji Informatyki przy współpracy Biura Reklamy S.A. Od roku 2010, w związku z wycofaniem się Biura Reklamy z organizacji Komputer Expo, rolę współorganizatora przejęło Polskie Towarzystwo Informatyczne.
Celem konkursu jest nagradzanie spektakularnych dokonań, w trzech podstawowych obszarach: 
- osiągnięcia biznesowe,
- rozwiązania informatyczne,
- promocja teleinformatyki.

Konkurs jest dwufazowy: najpierw jest dokonywany wybór Nominowanych (po 3 osoby w każdej kategorii) – a następnie (do roku 2009 w styczniu, w przeddzień warszawskich targów Komputer Expo, a od roku 2010 podczas Wielkiej Gali Społeczeństwa Informacyjnego) następuje wybór laureatów, wyniki są ogłaszane podczas uroczystości. Wybory są dokonywane przez kapitułę konkursu, która składa się z laureatów dotychczasowych edycji Info Star.
Info Star to najstarszy i najbardziej prestiżowy konkurs polskiej branży informatycznej.

## Laureaci
| Rok  | Osiągnięcia Biznesowe                                       | Rozwiązania Informatyczne              | Propagowanie Informatyki |
| ---- | ----------------------------------------------------------- | -------------------------------------- | ------------------------ |
| 2014 | Przemysław Gacek                                            | Sebastian Christow                     | Grażyna Szpor            |
| 2013 | Tomasz Kułakowski                                           | Tomasz Gomoła                          | Wojciech Cellary         |
| 2012 | Piotr Bieliński                                             | Janina Mincer-Daszkiewicz              | Bolesław Szafrański      |
| 2011 | Adam Kiciński                                               | Krzysztof Silicki                      | Włodzimierz Marciński    |
| 2010 | Paweł Czajkowski                                            | Janusz Dygaszewicz                     | Anna Beata Kwiatkowska   |
| 2009 | Jarosław Główka                                             | Witold Drożdż                          | Piotr Waglowski          |
| 2008 | Maciej Popowicz                                             | Bogusław Kułakowski, Henryk Kułakowski | Michał Jaworski          |
| 2007 | Jacek Murawski                                              | Tomasz Bagiński                        | Krzysztof Diks           |
| 2006 | Adam Góral                                                  | Leszek Bogdanowicz                     | Jan Madey                |
| 2005 | Marek Gondzio                                               | Łukasz Foltyn                          | Sławomir Kosieliński     |
| 2004 | Roman Szwed                                                 | Ryszard Krauze                         | Edwin Bendyk             |
| 2003 | Andrzej Dopierała                                           | Janusz Filipiak                        | Sławomir Chabros         |
| 2002 | Marek Józefiak                                              | Zbigniew Główka                        | Tomasz Kulisiewicz       |
| 2001 | Ireneusz Dąbrowski                                          | Wiesław Paluszyński                    | Tadeusz Rogowski         |
| 2000 | Jacek Pacholczyk                                            | Zbigniew Jabłoński                     | Tomasz Zieliński         |
| 1999 | Waldemar Sielski                                            | Lech Szukszta                          | Stanisław M. Stanuch     |
| 1998 | Aleksander Lesz                                             | Anna Sieńko                            | Andrzej Horodeński       |
| 1997 | Roman Kluska                                                | Dariusz Kupiecki                       | Borys Stokalski          |
| 1996 | Tomasz Chlebowski                                           | Marek Niezgódka                        | Tomasz Kulisiewicz       |
| 1995 | Tomasz Sielicki                                             | Wiesław Paluszyński                    | Jerzy S. Nowak           |
| 1994 | Andrzej S. Odyniec, Włodzimierz Napiórkowski, Tomasz Kossut | Tomasz Czechowicz                      | Wacław Iszkowski         |
| 1993 | Piotr Sienkiewicz, Marek Goshorski, Sergiusz Wiza           | Marcin Bańkowski, Andrzej Florczyk     | Roman Dolczewski         |
| 1992 | Jerzy Szymura, Jacek Studencki                              | Piotr Fuglewicz                        | Wacław Iszkowski         |

## Źródła
1. ↑  Piotr Waglowski, Info-Star za propagowanie prawa teleinformatycznego [online], prawo.vagla.pl, 18 maja 2010 [dostęp 2022-11-18] (pol.).
2. ↑  Prokom Info-Star, „Wprost” (5-12), Agencja Wydawniczo-Reklamova "Wprost,", 2008, s. 39 [dostęp 2021-04-28] (pol.).